# Friandise
Une friandise est une petite pâtisserie ou pièce de confiserie qui se mange avec les doigts. Elle est le plus souvent sucrée, et contient parfois, outre le sucre, divers colorants plus ou moins naturels.
La popularité des friandises varie selon les époques, les cultures et les pays. Souvent peu coûteuses à produire et à distribuer à grande échelle, elles sont vendues un peu partout, au détriment de la santé parfois.

Dans la vie courante, au Québec notamment, le terme friandise est peu utilisé. Le mot bonbon est plus courant. 

## Liste de friandises
- Anis de Flavigny
- Barbe à papa
- Bergamote de Nancy
- Berlingot nantais
- Berlingot de Pézenas
- Bêtise de Cambrai
- Bonbon coco
- Bonbon cravate
- Bonbon la rouroute
- Bonbon miel
- Bonbon à la violette
- Boule de mammouth ou boules magique en France (voir Jawbreaker), bonbon qui se lèche jusqu'à ce qu'il devienne un chewing-gum
- Cachou Lajaunie
- Calisson
- Carambar
- Caramels d'Isigny
- Caramilk
- Celebrations
- Chocoball
- Chocolat
- Chupa Chups
- Coco Boer
- Colle-aux-dents
- Cuberdon
- Diamant normand
- Dragée
- Fisherman's Friend
- Fraise Tagada
- Grisettes de Montpellier
- Gâteau Saint-Epvre
- Kinder Surprise
- Kinder Joy
- Marron glacé
- Marron glacé d'Ardèche
- Marshmallow
- Michelettes du Mont Saint-Michel
- Mistral gagnant
- Nic-nac
- Niniches de Quiberon
- Orangettes confites au chocolat
- Ours d'Or
- Pâte de coing
- Papillote
- P'tit Quinquin
- Polkagris
- Rigolette
- Roseau du lac
- Sarment du beaujolais
- Soutzoukos
- Stoptou
- Sucre à la crème
- Sugus
- Toobelle
- Touron
- Truffe
- Werther's Original

## Dans la littérature
- « Friandise » est l'un des personnages allégoriques mis en scène dans la Comdamnacion de Bancquet (vers 1500), une moralité médiévale attribuée à l’écrivain français Nicole de La Chesnaye[1]. Friandise succombe après un repas copieux auquel Banquet l’a convié avec plusieurs amis et auquel s'est invité un groupe allégorique de Maladies. Bancquet énumère les différents « épices », dont les sucres, couramment présentes dans les pharmacopées de l’époque :

« Adieu, friandises petites :
Sucre, coriandre, aniz,
Girofle, gingembre, penites,
Saffran plus luisant que verniz,
Sucre candis pour les poussifz,
Triassandali, que on renomme,
poivre, galinga ! et massis.
Nus muscades et cynamomme ! »